# Miriam Margolyes
Miriam Margolyes (Oxford, 18 de mayo de 1941), es una actriz de cine, televisión y teatro británica nacionalizada australiana. Con más de cincuenta años de carrera, entre su trabajo se encuentran papeles en Blackadder, La edad de la inocencia (por la cual ganó un BAFTA), Romeo + Julieta, Sunshine y Harry Potter. También ha prestado su voz para decenas de audiolibros y películas animadas como Babe y Mulan.
En 2013 obtuvo la ciudadanía de Australia, de donde proviene su pareja Heather Sutherland.

## Primeros años
Margolyes nació el 18 de mayo de 1941 en Oxford. Hija de la inversora de propiedades Ruth Walters (1905-1974) y el médico escocés Joseph Margolyes (1899-1996), Miriam se crio en una familia judía y asistió al Oxford High School para sus estudios secundarios. Contó que en su caminata al colegio, inventaba historias y personajes y los interpretaba, lo cual fue para ella el comienzo del entrenamiento «para meterse en la mente de las demás personas». Cuando tenía diecisiete años posó desnuda para el pintor Augustus John, al que calificó como «un hombre asombroso».
Fue admitida en la Universidad de Oxford y en la Universidad de Cambridge, finalmente cursando su título universitario en el Newnham College de Cambridge, al cual representó en un programa de televisión de preguntas y respuestas y en donde comenzó a actuar al formar parte de producciones teatrales de un grupo amateur de teatro. Según ella, el día más feliz de su vida fue cuando ingresó a Cambridge porque se sentía insatisfecha y sabía que con la universidad ella «sería fabulosa y [ahora] lo es» y que le gustaba que hubiera una comunidad y ella «pertenecería a algún lugar». Por otro lado, contó que pasó un tiempo duro en el grupo de teatro debido al machismo y antisemitismo de sus compañeros, mayormente hombres, que nunca la quisieron y a los que calificó como «horribles». Dijo: «Yo nunca fui decorativa y por eso no les agradaba. [Para ellos] Mi confianza y [actitud] presumida eran para reprender». Luego de graduarse, pasó dos años vendiendo enciclopedias.

## Carrera

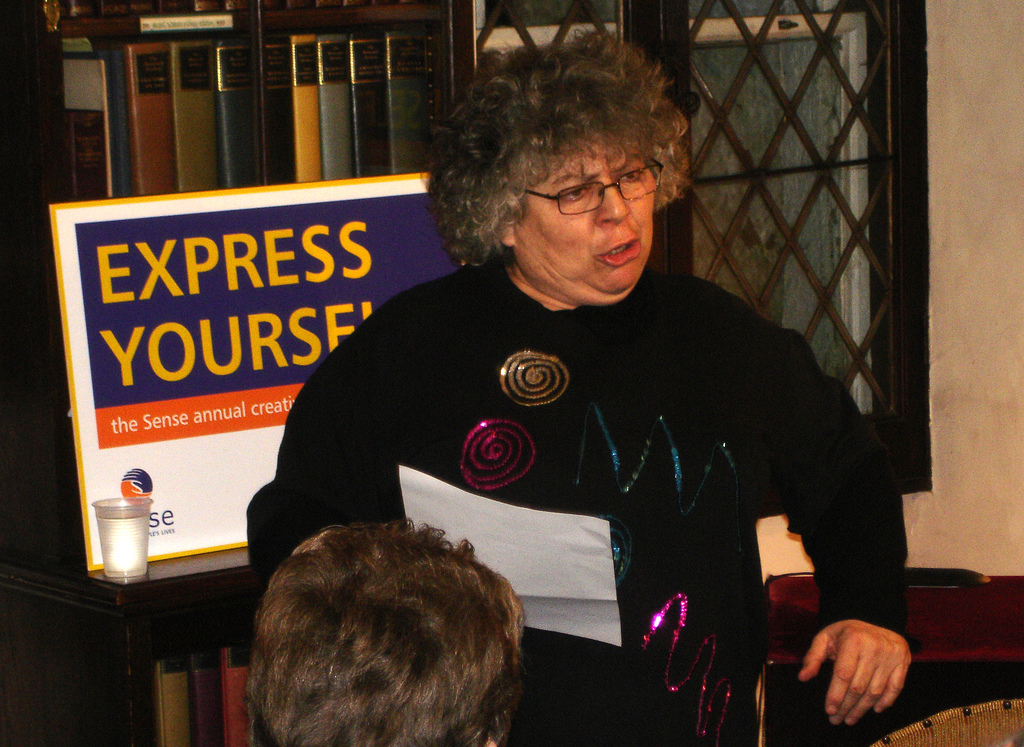
Miriam Margolyes leyendo un extracto de Oliver Twist en los premios de escritura creativa Express Yourself

Margolyes inició su carrera con una audición en BBC Radio en la cual eligió improvisar muchas voces de gente en ingresando a un carruaje. Obtuvo un lugar en BBC Drama y debutó en 1965 con un rol en la serie Theatre 625 y tras eso participó en numerosas series. Consideró que su tiempo en la BBC ahí fue «un gran entrenamiento» y tras dejarlo «fue difícil encontrar trabajo en los primeros años». En sus inicios, también prestó su voz para el audio de la producción de Porno blando Sexy Sonia: Leaves from My Schoolgirl Notebook y luego en los setenta en el doblaje de las series japonesas Monkey y La frontera azul.
Obtuvo sus primeros roles importantes cuando protagonizó la adaptación de la BBC de la novela de Muriel Spark The Girls of Slender Means en 1975 y cuando formó parte de Stand Up, Virgin Soldiers en 1977. Posteriormente, en los ochenta alcanzaría reconocimiento al interpretar diversos papeles en la serie Blackadder, protagonizada por Rowan Atkinson. En 1986 fue parte del elenco de la adaptación de la BBC de la novela The Life and Loves of a She-Devil y en los inicios de los noventa se destacó en Te amaré hasta que te mate (1990) y Una bruja en Nueva York (1991).
En 1989 Margolyes estrenó en el Festival de Edimburgo el unipersonal Dickens' Women (en español, «Las mujeres de Dickens»), en el que interpreta a 23 personajes (21 mujeres y dos hombres) de las novelas del escritor británico Charles Dickens. En 1991 reestrenó la obra en el Hampstead Theatre y el Duke of York's Theatre en Londres, obteniendo una nominación al Premio Olivier como mejor entretenimiento. Veinte años después, en 2012, Margolyes volvió a realizarlo al llevarlo de gira por varios países con motivo de los doscientos años del nacimiento del escritor. Dijo ser una gran admiradora de Dickens, quien le «enciende el alma [...] tiene una exuberancia y una energía que es emocionante» y que sus personajes «son maravillosos [y] viven adentro de todos nosotros». También expresó que este unipersonal fue su «mayor logro» y que «no era difícil» interpretar a Dickens porque todo está en el texto que proveían sus obras. Aparte del unipersonal, su trabajo se vinculó a Dickens cuando interpretó a Mrs. Corney en la serie de 1985 Oliver Twist adaptada de la obra homónima, a Flora Finching en una adaptación de La pequeña Dorrit en 1988, a la esposa del escritor en la serie biográfica Dickens (2002) y a Mrs. Gamp en el telefilm In love with Dickens (2012). Narró y condujo a su vez el documental Dickens in America en 2005.
En 1993 obtuvo mayor reconocimiento al formar parte de La edad de la inocencia de Martin Scorsese y obtener por su trabajo el Premio BAFTA a la mejor actriz de reparto. En 1996 dio su voz para la tía Sponge en la película juvénil James y el melocotón gigante basada en el libro de Roald Dahl y fue parte de Romeo + Julieta de Baz Luhrmann. Continuó su faceta como actriz de voz en Babe (1993), Mulan (1998), Como perros y gatos (2001) y como el conejo de los comerciales animados de Cardbury. En 1998 formó parte de Sunshine, que fue protagonizada por Ralph Fiennes y relata la historia de Hungría durante tres épocas de una familia.
En 2001 fue nombrada como oficial de la Orden del Imperio Británico por la Reina Isabel II por sus servicios al drama. El año siguiente logró gran reconocimiento cuando actuó en Harry Potter y la cámara secreta como la profesora de herbología Pomona Sprout, papel que recuperó con una breve participación en la última película la saga Harry Potter y las Reliquias de la Muerte: parte 2 (2011). Comentó que fue «solo un trabajo» y que era raro «pero la mayor parte de la gente» la reconocían por eso y que muchos chicos se le acercaban, y aunque no le gustan mucho los pequeños le ponía feliz «haberlos puesto contentos».
En 2004 formó parte junto con Maggie Smith y Judi Dench de la película La otra primavera y de Conociendo a Julia. Dos años después fue parte del elenco original del musical Wicked: The Untold Story of the Witches of Oz en el West End de Londres y en 2008 recuperó su rol para la adaptación en Broadway. En 2009 participó en la versión de Final de partida en el Duchess Theatre y en 2014 protagonizó la obra I’ll Eat You Last con la Melbourne Theatre Company. En cuánto a la televisión, en 2012 fue parte de la serie australiana Miss Fisher's Murder Mysteries.
Paralelamente al cine, el teatro y la televisión, Margolyes prestó su voz para más de treinta audiolibros, incluyendo obras de Roald Dahl, Lewis Carroll, Jane Austen y Charles Dickens.
Al respecto de su carrera, dijo que quería «hacer buenos trabajos y decir la verdad y ser valiente». También expresó: «Me gusta una audiencia. Amo el contacto, amo la acción y reacción». Aunque agradecida de «trabajar todavía» a su edad, dijo sentirse asombrada de «no haber sido más exitosa [...] Pensé que mi propia impronta extravagante, combinada con filosa inteligencia y buena voz habrían pegado más».

## Vida personal
Margolyes es abiertamente lesbiana, hecho que reveló en 2008, y vive en pareja desde hace más de cuarenta años con Heather Sutherland, una exprofesora de historia que ejercía la docencia en los Países Bajos. Sutherland es australiana y Margolyes adoptó la nacionalidad en 2013, cuando la primera ministra Julia Gillard le entregó la ciudadanía. Dijo que ese día fue uno de «los más felices y [de más] orgullo» de su vida y que con la ciudadanía «quería estar más cerca» de su pareja. También que no le gustaba que hubiera «mucha distinción de clases en Inglaterra» y que Australia tenía futuro y «mucho optimismo y vitalidad» que Inglaterra ya no tenía. Margolyes reparte su tiempo entre sus casas en Nueva Gales del Sur (Australia), la Toscana (Italia) y Londres (Inglaterra). En 2013 también contrajo unión civil con su pareja.
A fines de los sesenta, su madre tuvo un ACV que la dejó incapacitada. Margolyes se hizo cargo de ella hasta su muerte en 1974. Años después, se convirtió en patrona de Crossroads, una organización que ofrece apoyo a cuidadores de personas en necesidad, y dijo que la experiencia de su madre le otorgó «una compasión» que no sentía que hubiese tenido de otro modo. La actriz dijo pensar que su madre tuvo un ACV por hablarle sobre su sexualidad, ya que su madre tuvo el ACV días después de que la actriz le dijera que andaba de pareja con una mujer. Dijo que había sido un error del cual se arrepentía y expresó: «le causé dolor a alguien que amaba para hacer mi propia vida más fácil». Según ella, fue un impacto fuerte para sus padres que eran «muy convencionales» y con quienes anduvo distanciada durante su universidad, ocultando las cosas que «los podían perturbar». Posteriormente cuidó a su padre cuando este enfermo hasta que murió en 1995. Dijo al respecto de sus padres que «no era la hija que ellos esperaban» y que ellos querían que fuera «más convencional, más normal». «decían “solo encaja” y yo nunca fui capaz de hacerlo. No me casé. No tuve hijos, que es lo que ellos hubiesen querido [...] me entristece no haberles dado todo lo que querían».
En 2014 expresó su conformidad consigo misma y dijo: «Realmente me he enamorado de mi misma [...] siento que he llegado a lo mejor que puedo llegar».

## Posturas

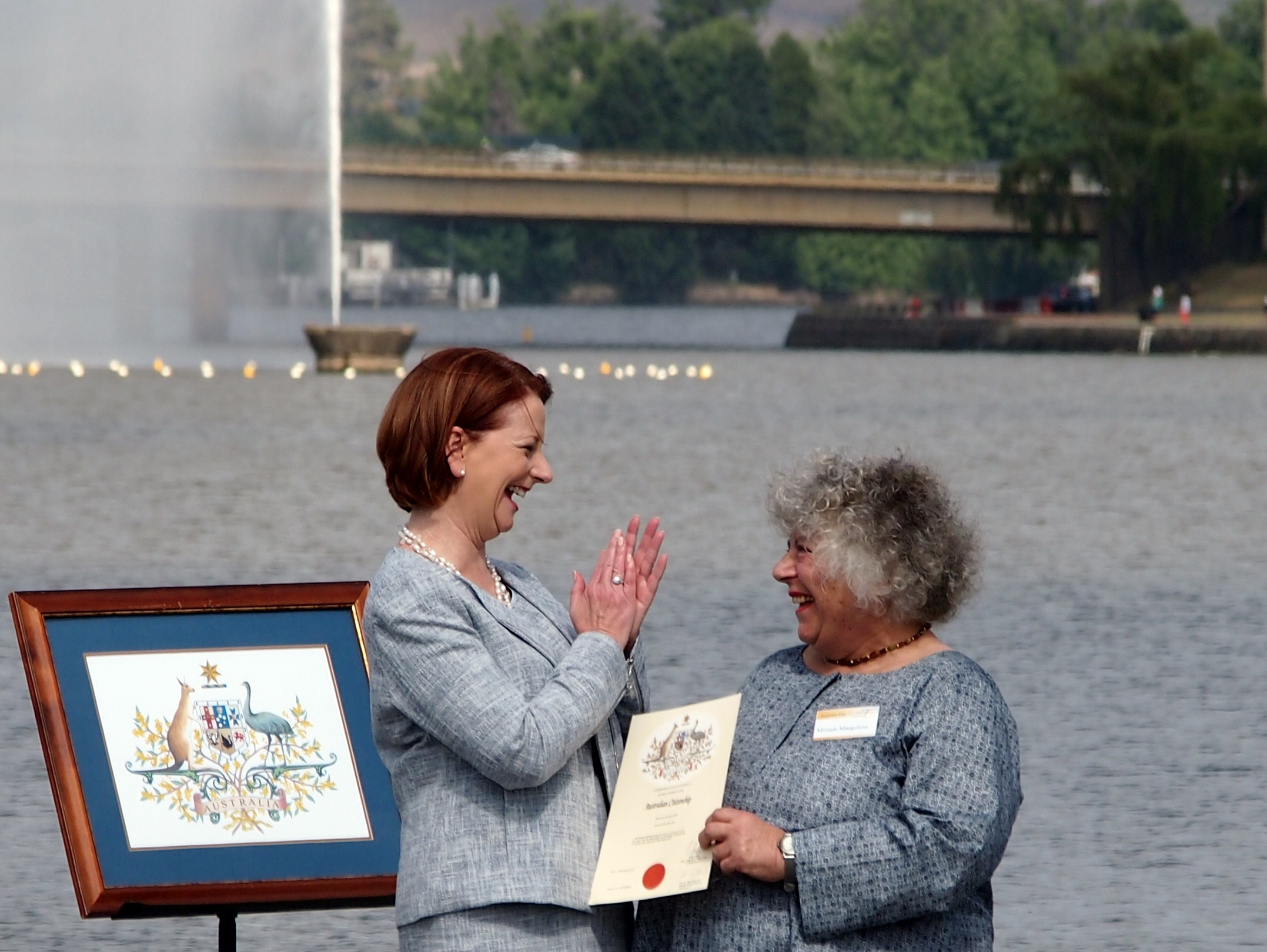
Margolyes recibe la ciudadanía australiana de manos de Julia Gillard, en ese entonces primera ministra de Australia.

Durante años se negó hablar de su sexualidad al considerar que los actores no deberían «hablar de su vida sexual» y dijo que le irritaba una «auto-importancia [que se da] por la homosexualidad». Expresó que las personas no deberían discutir sobre su vida sexual ya que es «aburrido, grosero y lascivo» y «deberían callarse al respecto y [tener relaciones] con quienes quieran». Le aconsejó a los actores más jóvenes «protegerse al rechazar discutir con quien se acuestan» porque aunque las cosas estaban mejor y ella se sentía considerada por su trabajo y no orientación, sigue «habiendo prejuicios». Criticó a Ian McKellen por su postura de que los actores tenían que salir del armario porque hacerlo «puede dañar su carrera [...] no son estúpidos» y que si no le pasó a él fue por ser «un gran actor». Sobre el movimiento LGBT dijo que «amaba al mundo gay» y que solo podía ser comparado al «mundo judío». Apoyó el matrimonio gay aunque no le interesa casarse, diciendo «por Dios, si alguien se quiere casar, deja que lo haga».
Margolyes es también una activista por los Derechos Humanos de los palestinos. Fue miembro del grupo ENOUGH! que busca el fin de la ocupación israelí en la Franja de Gaza, y de Jews for Justice for Palestinians, una organización de judíos británicos que repudia las acciones de Israel con Palestina. En una entrevista, cuando le preguntaron a quien deseaba más pedirle disculpas, la actriz respondió que a los palestinos porque ella como judía asumía «una responsabilidad colectiva» y que los judíos «habiendo sido víctimas, hicieron víctimas a los palestinos también». Fue duramente criticada por su postura y ella dijo que era doloroso hablar del tema, pero que tenía que hacer entender a los judíos que Israel podía estar equivocado y no había que apoyarlo ciegamente, que de hecho era «un deber como seres humanos ver la realidad como la vemos». Dijo que mucha gente no quería a los judíos y repudió el antisemitismo pero dijo que «Israel era estúpido en hacer que se propague». En su opinión, lo que se le hacía a los palestinos «era lo contrario a la sensibilidad judía, a nuestro sentido moral. Fallamos a nuestros propios códigos. [Israel] traiciona su sentimiento judío [...] [pueden] ver a los Árabes y ver parásitos, y eso es lo que hicieron los Nazis». También expresó que odiaba a Hamás pero «fueron elegidos democráticamente y el comportamiento de Israel no es aceptable». Sobre las controversias causadas, la actriz dijo que le gustaba su franqueza y que suele decir «cosas que las demás personas no dicen» pero también expresó que no quiere asustar a la gente «porque su propósito de vida es comunicar y romper barreras, unir a la gente» y que era duro porque «le gustaba agradarle a la gente».
La actriz criticó al ex primer ministro del Reino Unido Tony Blair, al que nombró como la persona a la que despreciaba más ya que «los traicionó a todos». También criticó al partido antiinmigración UKIP, el cual dijo que le daba miedo y que era «fascista». Consideró «algo vergonzoso de querer» que el partido «quiera mantener a la gente fuera de Inglaterra» y que viniendo de una familia de inmigrantes, era algo que le producía «un gusto muy amargo». Dijo que de los ingleses le molestaba «la actitud con los extranjeros y los que piden asilo [...] ese sentimiento de que el que no es inglés es menos». También criticó al primer ministro de Australia Tony Abbott, al que consideró «un hombre horrible» y que no le gustaba nada de lo que él representaba.

## Filmografía (parcial)

### Cine y televisión
| Año       | Título                                               | Rol                              | Notas                                 |
| --------- | ---------------------------------------------------- | -------------------------------- | ------------------------------------- |
| 1965      | Theatre 625                                          | Rita                             | Un episodio.                          |
| 1968      | Dixon of Dock Green                                  | Anna                             | Un episodio                           |
| 1973      | Doctor in Charge                                     | Doris                            | Un episodio                           |
| 1974      | La caída de las águilas                              | Anna Vyrubova                    | Miniserie de televisión               |
| 1976      | The Glittering Prizes                                | Olive Wise                       | Miniserie de televisión               |
| 1977      | Stand Up, Virgin Soldiers                            | Elephant Ethel                   |                                       |
| 1980      | El despertar                                         | Dra. Kadira                      |                                       |
| 1980      | Tales of the Unexpected                              | Mary Burge                       | Un episodio                           |
| 1981      | The History Man                                      | Melissa Tordoroff                | TV                                    |
| 1983      | La víbora negra                                      | Infanta María Escalosa de España | Un episodio                           |
| 1983      | Yentl                                                | Sarah                            |                                       |
| 1984      | Freud                                                | Baronesa                         | Miniserie de televisión               |
| 1985      | Oliver Twist                                         | Mrs. Corney                      | Miniserie de televisión               |
| 1985      | Morons from Outer Space                              | Doctor Wallace                   |                                       |
| 1986      | La víbora negra                                      | Lady Whiteadder                  | Un episodio                           |
| 1986      | La tienda de los horrores                            | Enfermera                        | TV                                    |
| 1987      | Pobre niña rica                                      | Elsa Maxwell                     | TV                                    |
| 1987      | Body Contact                                         | Tony's Mother                    |                                       |
| 1988      | La pequeña Dorrit                                    | Flora Finching                   |                                       |
| 1988      | La víbora negra: Villancico                          | Reina Victoria                   | Cortometraje de TV                    |
| 1988      | Mr Majeika                                           | Wilhelmina Worlock               | Serie de televisión. Temporadas 1 y 2 |
| 1990      | De repente, un extraño                               | Realtor                          |                                       |
| 1990      | Te amaré hasta que te mate                           | Madre de Joey                    |                                       |
| 1991      | Una bruja en New York                                | Gina                             |                                       |
| 1992      | Stalin                                               | Krupskaya                        | TV                                    |
| 1992      | Frannie's Turn                                       | Frannie Escobar                  | Serie de televisión                   |
| 1993      | La edad de la inocencia                              | Mrs. Mingott                     |                                       |
| 1994      | Amor inmortal                                        | Nanette Streicherová             |                                       |
| 1993      | Buen apetito, mamá                                   | Mabel Chilton                    |                                       |
| 1995      | Balto                                                | Abuela Rosy/Voces extra          |                                       |
| 1995      | Babe                                                 | Fly la Border Collie             | Voz                                   |
| 1996      | Different for Girls                                  | Pamela                           |                                       |
| 1995      | La hija de Robert Poste                              | Mrs. Beetle                      | Televisión                            |
| 1996      | Romeo + Julieta                                      | Enfermera                        |                                       |
| 1996      | James y el melocotón gigante                         | Tía Sponge/Luciérnaga            | Voz                                   |
| 1998      | Babe: Pig in the City                                | Fly la Border Collie             | Voz                                   |
| 1998      | Vanity Fair                                          | Miss Crawley                     | Miniserie de televisión               |
| 1998      | Rugrats                                              | Shirley Finster                  | Un episodio                           |
| 1998      | Mulan                                                | Casamentera                      | Voz                                   |
| 1998      | The First Snow of Winter                             | Sean Seamus Aloysius Dermot Duck |                                       |
| 1998      | Supply & Demand                                      | Edna                             | Miniserie de televisión               |
| 1999      | End of Days                                          | Mabel                            |                                       |
| 1999      | El sueño de Joseph Lees                              | Signora Caldoni                  |                                       |
| 1999      | Sunshine                                             | Rose Sonnenschein                |                                       |
| 2000      | Dharma & Greg                                        | Chloe                            | Un episodio                           |
| 2001      | Como perros y gatos                                  | Sophie                           | Voz                                   |
| 2002      | Harry Potter y la cámara secreta                     | Profesora Pomona Sprout          |                                       |
| 2002      | Dickens                                              | Catherine Dickens                |                                       |
| 2002      | Funerarias S.A.                                      | Thelma & Selma                   |                                       |
| 2004      | Agatha Christie's Marple: The Murder at the Vicarage | Mrs. Price-Ridley                | TV                                    |
| 2004      | Conociendo a Julia                                   | Dolly de Vries                   |                                       |
| 2004      | La otra primavera                                    | Dorcas                           |                                       |
| 2004      | Llámame Peter                                        | Peg Sellers                      |                                       |
| 2004      | Chasing Liberty                                      | Maria                            |                                       |
| 2005      | Wallis & Edward                                      | Tía Bessie                       | TV                                    |
| 2006      | Dickens in America                                   | Conductora/Narradora             |                                       |
| 2006      | Happy Feet                                           | Mrs. Astrakhan                   | Voz                                   |
| 2006      | Flushed Away                                         | Abuela de Rita                   | Voz                                   |
| 2008      | Nueva York para principiantes                        | Mrs. Kowalski                    |                                       |
| 2008      | Kingdom                                              | Henny                            | Un episodio                           |
| 2009      | The Sarah Jane Adventures                            | Leef Blathereen                  | Voz. Dos episodios                    |
| 2010      | Ga'Hoole: la leyenda de los guardianes               | Mrs. Plithiver                   | Voz                                   |
| 2010      | Tinga Tinga Tales                                    | Giraffe and Squirrel             | Voz                                   |
| 2010      | Merlin                                               | Grunhilda                        | Un episodio                           |
| 2011      | Doc Martin                                           | Shirley                          |                                       |
| 2011      | Harry Potter y las Reliquias de la Muerte: parte 2   | Profesora Pomona Sprout          |                                       |
| 2012      | The Wedding Video                                    | Patricia                         |                                       |
| 2012      | Un desmadre de viaje                                 | Anita                            |                                       |
| 2012      | In Love with Dickens                                 | Mrs. Gamp                        |                                       |
| 2012-2015 | Miss Fisher's Murder Mysteries                       | Tía Prudence                     | Doce episodios                        |
| 2013      | The Legend of Longwood                               | Lady Thyza                       |                                       |
| 2014      | La abeja Maya                                        | La reina                         | Voz                                   |
| 2014      | Nina Needs to Go!                                    | Nana Sheila                      | Voz                                   |
| 2014      | Outlier                                              | Odamee Marshall                  |                                       |
| 2014      | Trollied                                             | Rose                             | Serie de televisión. Cuarta temporada |
| 2016      | Plebs                                                | Iona                             | Un episodio                           |
| 2016      | Rake                                                 | Huntley-Brown                    | Dos episodios                         |
| 2016-2017 | Bottersnikes & Gumbles                               | Weathersnike                     | Tres episodios                        |
| 2017      | Phantasmagoria: The Movie                            | Harriet                          |                                       |
| 2017      | Mother                                               | Maria Aponte                     | Cortometraje                          |
| 2017      | Mirette                                              | Meme Gateau                      | Cortometraje                          |
| 2017      | The Little Vampire 3D                                | Wulftrud (voz)                   |                                       |
| 2018      | Early Man                                            | Reina Oofeefa (voz)              |                                       |

## Teatro
- The Importance of Being Miriam – Gira australiana (2015)
- I'll Eat You Last  (Sue Mengers) – Melbourne Theatre Company (2014)
- Neighbourhood Watch (Ana) – Adelaide State Theatre (2014)
- Dickens' Women – Gira mundial (Australia/Nueva Zelanda/Reino Unido/UEE.UU./Canadá) (2012)
- A Day in the Death of Joe Egg (Grace) – Citizens' Theatre, Glasgow (2011)
- Me and My Girl (La duquesa) – Crucible Theatre, Sheffield (2010)
- Endgame (Nell) – Duchess Theatre, Londres (2009)
- Realism – Melbourne Theatre Company (2009)
- Wicked (Madame Morrible) – Apollo Victoria Theatre, Londres (2006)/George Gershwin Theater, Nueva York (2008)
- La importancia de llamarse Ernesto (Miss Prism) – Ahmanson Theater, Los Ángeles/Harvey Theater (Brooklyn Academy of Music), Nueva York (2006)
- Blithe Spirit (Madame Arcati) – Melbourne Theatre Company (2004)
- The Way of the World (Lady Wishfort) – Sydney Theatre Company (2003)
- Los monólogos de la vagina – Arts Theatre, Londres (2001)
- Romeo y Julieta (Enfermera) – Ahmanson Theater, Los Ángeles (2001)
- The Cherry Orchard (Madame Ranevskaya) – Theatre Royal, York (1999)
- The Killing of Sister George (June Buckridge) – Ambassadors' Theatre, Londres (1995)
- She Stoops to Conquer (Mrs Hardcastle) – Queen's Theatre, Londres (1993)
- Dickens' Women – Festival de Edimburgo (1989)/Hampstead Theatre y Duke of York's Theatre, Londres (1991)
- Orpheus Descending (Vee Talbot) – Haymarket Theatre, Londres (1988)
- Man Equals Man (Widow Begbick) – Almeida Theatre, Londres (1987)
- Gertrude Stein and a Companion (Gertrude Stein) – Gira internacional (1986)
- 84 Charing Cross Road (Helen Hanff) – Colchester (1984)
- Flaming Bodies (Psiquiatra) – ICA – (1979)
- Cloud Nine – Royal Court/Joint Stock Tour (1978)
- The White Devil – Old Vic Theatre, Londres (1976)
- Kennedy's Children – Arts Theatre, Londres (1975)
- Canterbury Tales (Esposa de Bath) – Bristol Old Vic (1974)
- Threepenny Opera – Piccadilly Theatre, Londres (1972)
- Fiddler on the Roof (Casamentera) – Gira del Reino Unido (1970)[23]